# Pflanzgut
Pflanzgut ist der Sammelbegriff für eine Handelsware, die,  genauso wie Saatgut, für die landwirtschaftliche und gärtnerische Produktion von grundlegender Bedeutung ist. 

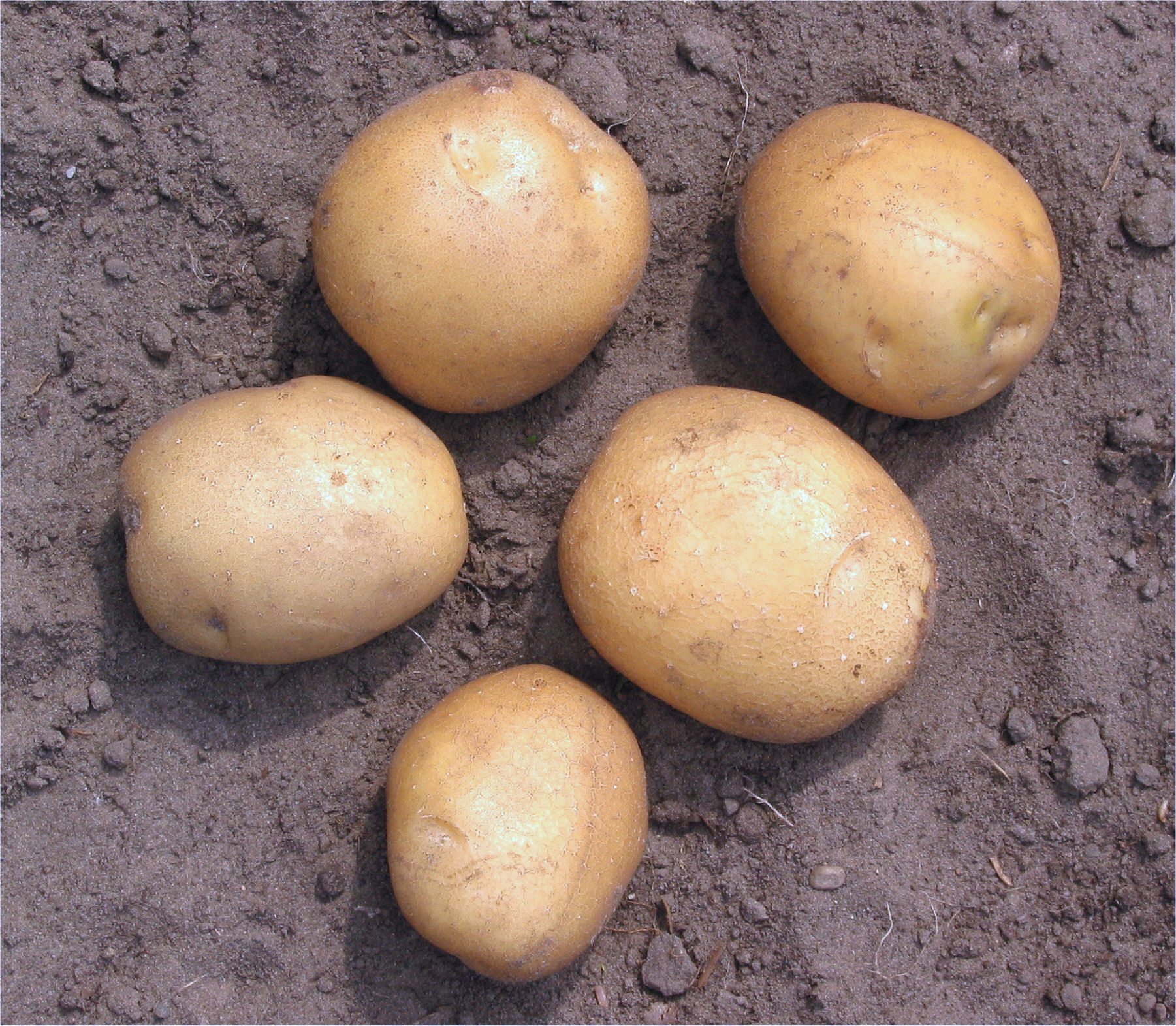
Pflanzkartoffel in gleichmäßig mittelgroßer Sortierung

Als Pflanzgut bezeichnet man alle zur weiteren Vermehrung von kultivierten Pflanzen geeigneten Teile, die im Unterschied zum Saatgut meist auf ungeschlechtlichem Wege entstanden sind (vegetative Vermehrung). Das können unbewurzelte Pflanzenteile sein, wie z. B.:
- Knollen bei Kartoffeln, Dahlien, Gladiolen
- Zehen (Bulbillen) bei Knoblauch
- Zwiebeln bei Tulpen und vielen anderen Blumenzwiebelarten.

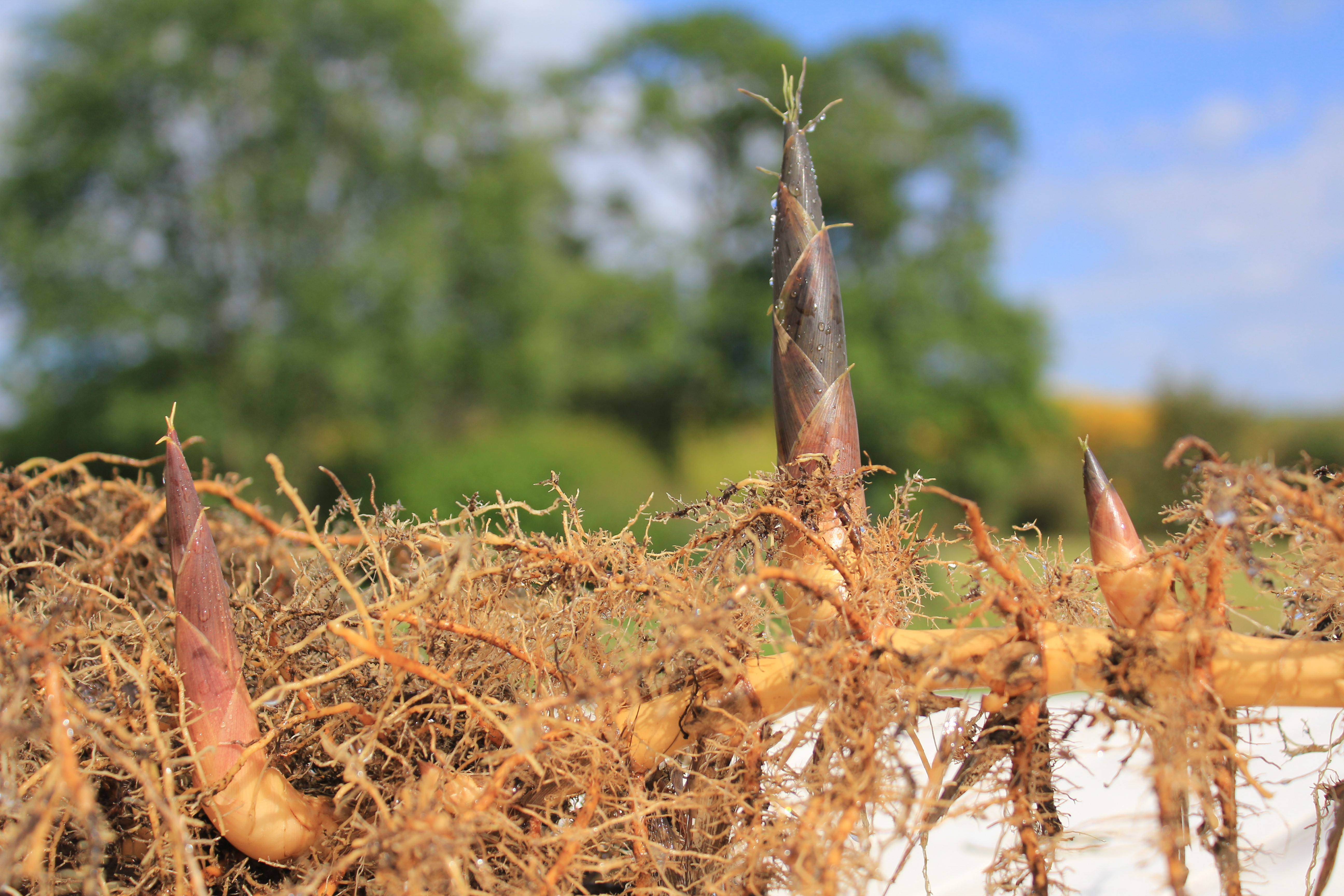
Rhizome, hier bei Bambus, vor dem Abtrennen der Jungpflanzen

Es können aber auch Pflanzenteile sein, bei denen die Bewurzelung beim Pflanzgutproduzenten oder beim Anbauer selbst bereits eingeleitet wurde. So z. B.:
- vorgekeimte Kartoffeln
- Rhizome (Wurzelausläufer als Teile des Wurzelstocks) wie bei Rhabarber, Maiglöckchen oder Fechser beim Hopfen
- bewurzelte Stecklinge von krautigen Zierpflanzenarten, Absenker von Erdbeerpflanzen
- bewurzelte Steckhölzer bei Obst- und Ziergehölzen
- veredelte Jungpflanzen von Rosen, Obst- und anderen Ziergehölzen

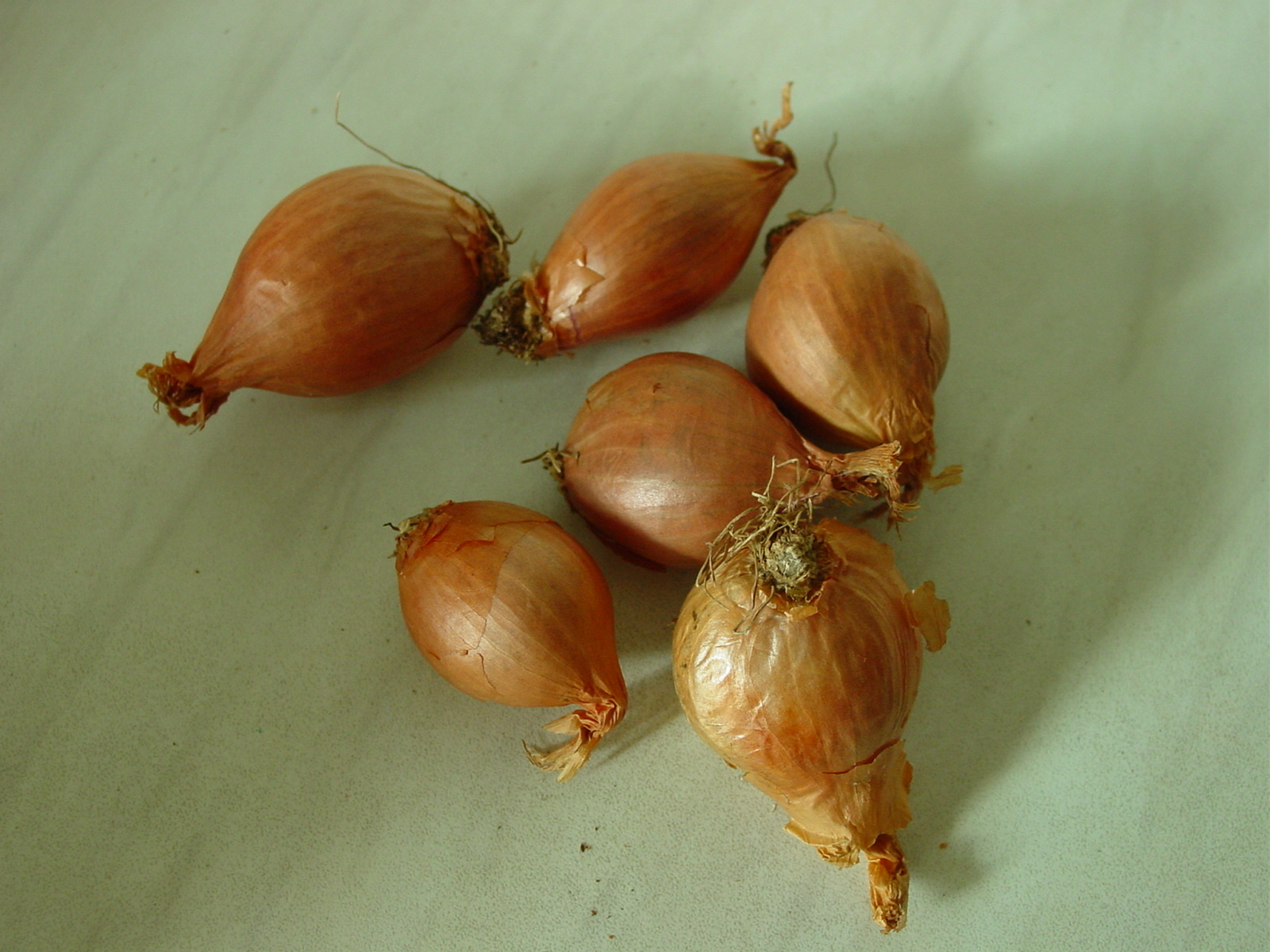
Zwiebelpflanzgut für die Produktion von Steckzwiebeln

Die Pflanzguterzeugung mit Hilfe der vegetativen Vermehrung von dafür geeigneten Pflanzenteilen, wird fachlich auch als Verklonung bezeichnet, da jede Tochterpflanze genetisch identisch mit der Mutterpflanze ist.
Im erweiterten Sinn wird der Begriff Pflanzgut aber teilweise auch bei aus Saatgut (generative Vermehrung) erzeugten Jungpflanzen verwendet. Diese können ebenfalls, als Pflanzgut bezeichnet, gehandelt, versandt und auf dem Feld oder im Garten angebaut werden. So z. B. bei Steckzwiebeln. Auch bei Spargelpflanzen ist es nicht üblich Saatgut zu handeln, sondern nur aus einjährigen Aussaaten gewonnenes Pflanzgut.
Die Produktion von und der Handel mit Pflanzgut erfolgt überwiegend in besonders auf dieses Produkt spezialisierten landwirtschaftlichen oder gärtnerischen Betrieben, vielfach auch in den Niederlanden und anderen Ländern Europas. Dazu wird der Sortenschutz und der Verkauf von Saatgut und Pflanzgut im Sortenschutzgesetz und Saatgutverkehrsgesetz geregelt.
Für den Anbau zugelassene Pflanzensorten, die ausschließlich durch Pflanzgut (also eine vegetative Vermehrung) reproduziert werden, unterliegen genau wie auch über Saatgut erzeugte Pflanzensorten einer fortwährenden Erhaltungszüchtung. 
Die bekannteste Pflanzenart, die ausschließlich vegetativ durch Pflanzgut vermehrt wird, ist die Kartoffel. Für deren Pflanzgut gilt in Deutschland die Pflanzkartoffelverordnung, in der u. a. die Pflanzenhygiene, d. h. die Abwesenheit der Pflanzenpathogene (z. B. Virosen, Bakterielle Ringfäule), als Voraussetzung für die Zulassung geregelt ist.